# Palacio de Buenavista (Madrid)

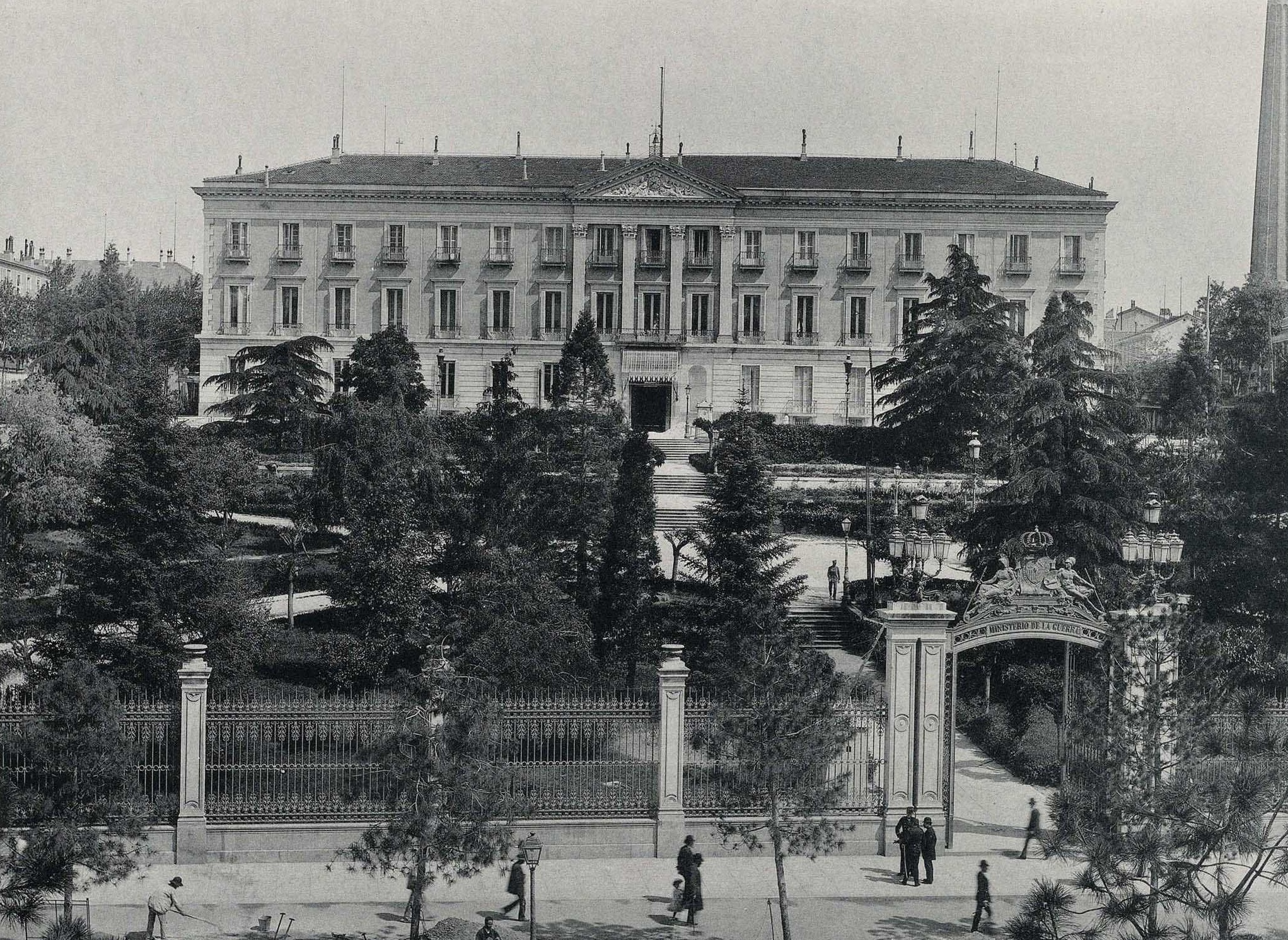
Het paleis in 1891

Het Palacio de Buenavista is een 18e-eeuws bouwwerk aan de Plaza de Cibeles in de Spaanse hoofdstad Madrid. Het hoofdkwartier van het leger (Ejército de Tierra) is er gevestigd.

## Geschiedenis
In de 16e eeuw schonk bisschop Gaspar de Quiroga en Vela een terrein op een hoogte genaamd Altillo de Buenavista aan koning Filips II van Spanje, die beslist had zijn hoofdstad in Madrid te vestigen. Het paleis dat de koning er liet bouwen, werd in 1769 aangekocht door Fernando de Silva y Alvarez de Toledo, hertog van Alva. Hij wilde er een Franse tuin laten aanleggen door Ventura Rodríguez, maar dit kreeg geen uitvoering. Zijn opvolger, hertogin Maria Teresa Cayetana de Silva, liet het bestaande gebouw in 1777 slopen voor een ruimer paleis naar een ontwerp van Juan Pedro Arnal. Hij combineerde Italiaanse en Franse invloeden. In het paleis huisde een befaamde schilderijencollectie, met onder meer de Venus voor de spiegel van Velázquez, de Alva Madonna van Rafaël en De opvoeding van Cupido van Correggio. Een dubbele brand in 1795 en 1796 zorgde voor schade, in het bijzonder aan de boekencollectie. 
In februari 1807 onteigende de gemeenteraad van Madrid het paleis om het ter beschikking te stellen van generalísimo en admiraal-generaal Manuel de Godoy. Hij liet het decoreren, maar kreeg niet de gelegenheid erin te trekken, want in maart 1808 verloor hij de macht. Het paleis werd opnieuw onteigend ten gunste van het koningshuis. Koning Jozef Bonaparte wilde er een museum voor schilderkunst onderbrengen en liet er honderden kunstwerken opslaan, waaronder de beeldengroep Karel V en de Razernij, maar ook voor dit project bleek er niet genoeg tijd te zijn. Hij zag zich in 1813 tot vertrek gedwongen en drie jaar later werd het paleis toegewezen aan het leger. Het werd in 1847 het hoofdkwartier van het Ministerie van Oorlog en onderging toen een grote renovatie, waarbij onder meer een vierde bouwlaag werd toegevoegd. Sinds 1981 is het hoofdkwartier van het Spaanse landleger er gevestigd.

## Voetnoten
1. ↑  Isadora Rose-de Viejo, "Carlos V y el furor jamás perteneció a Manuel Godoy" in: Archivo Español de Arte, juni 2004, p. 191-193. DOI:10.3989/aearte.2004.v77.i306.248